# Nuevo Pozo de los Ramos
Nuevo Pozo de los Ramos es una villa peruana ubicada en el distrito de Cura Mori, perteneciente a la provincia y departamento de Piura, al norte del Perú. 

## Ubicación
Nuevo Pozo de los Ramos se ubica al oeste de la provincia de Piura, en el distrito de Cura Mori, en el departamento de Piura.

## Demografía
En 2017 Nuevo Pozo de los Ramos tenía una población de 2453 habitantes.
| Gráfica de evolución demográfica de Nuevo Pozo de los Ramos entre 1993 y 2017 |
|                                                                               |
| Fuentes: Población 1993 y 2017                                                |